# カラム・スタイルズ
カラム・ジョン・スタイルズ（英語: Callum John Styles、2000年3月8日 - ）は、イングランド・ベリー出身のサッカー選手。EFLリーグ1・バーンズリー所属。ハンガリー代表。ポジションはMF。

## 経歴
バーンリーFCのアカデミーに入るも、16歳の時にトップチーム昇格に失敗し、バーンリーを後にした。
2016年5月8日、ベリーFCに加入し、初出場を果たした。これにより、フットボールリーグで初めて2000年生まれでプレーした選手になった。
2018年8月6日、バーンズリーFCと4年契約を結び、直後に翌年1月までベリーに期限付き移籍した。ベリーでは同シーズンで21試合に出場した。

### 代表歴
イングランド代表のほか、祖父母の血筋からウクライナ代表とハンガリー代表でプレーする資格を有していた。2022年3月24日、セルビア代表戦でハンガリー代表デビュー。
UEFA EURO 2024に選出